# Forest City (Johor)
Pour les articles homonymes, voir Forest City.

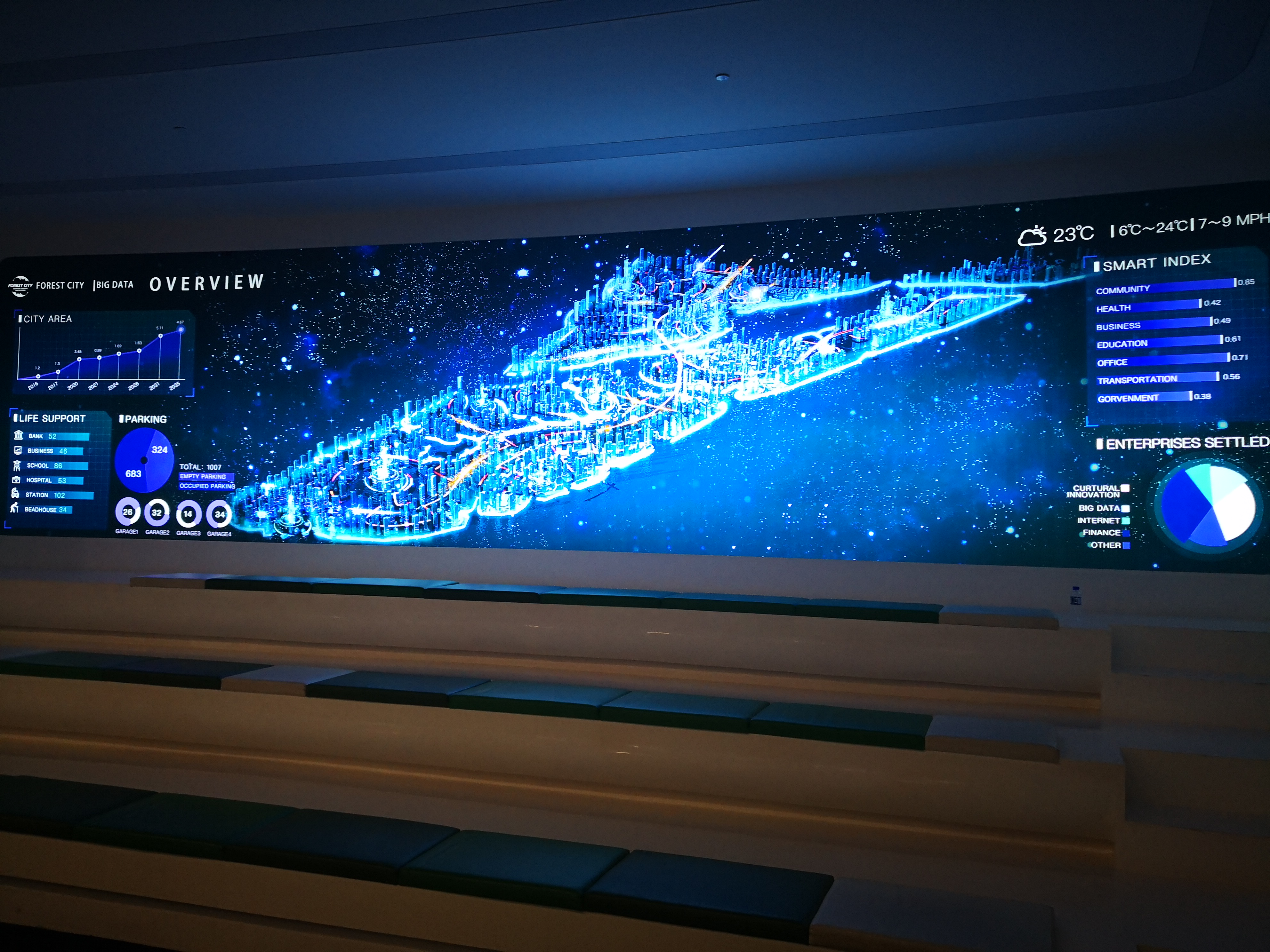
Visualisation virtuelle du projet.

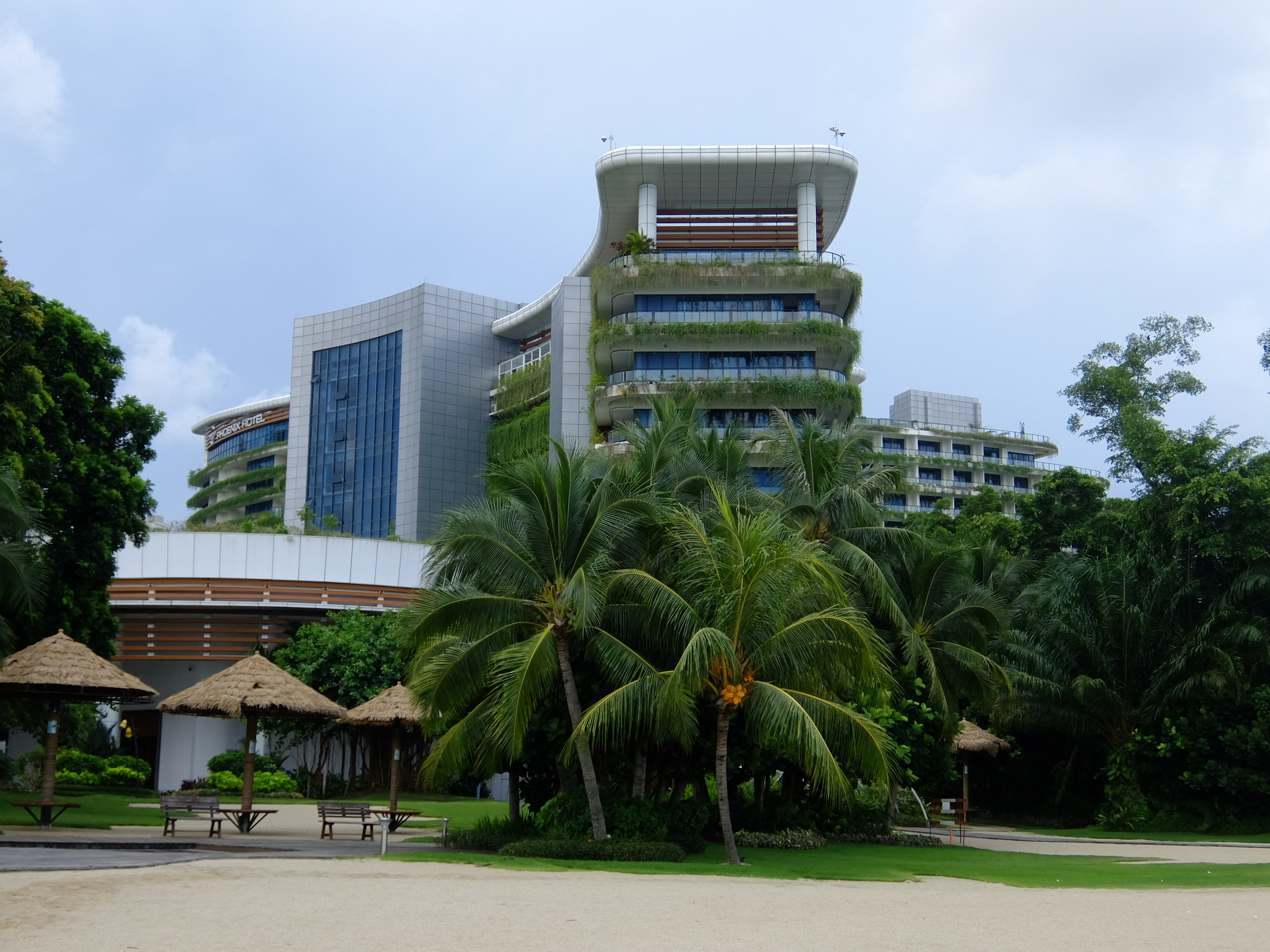
L'hôtel Phoenix International Marina à Forest City.

Forest City est une ville nouvelle principalement résidentielle située en Malaisie dans l'État de Johor juste en face de Singapour. Annoncé en 2006 et devant s'étaler sur vingt ans, le projet est lancé dans le cadre des nouvelles routes de la soie chinoise. Ouverte par le Premier ministre de l'époque, Najib Razak, et approuvée par le sultan de Johor (en), Ibrahim Ismail de Johor, Forest City est le fruit d'un partenariat entre Esplanade Danga 88, une filiale du groupe d'infrastructure populaire de Johor (KPRJ), et Country Garden (CGPV) qui détient 60 % de la KPRJ, tandis que la KPRJ détient 40 % des actions de la CGPV.
Forest City est sous la direction du conseil municipal d'Iskandar Puteri (en) et de l'autorité de développement régional d'Iskandar (en).

## Controverses

### Impact environnemental
Bien que présentée comme « une ville offshore économe en énergie, écologiquement sensible, préservant les terres et peu polluante », le développement a un impact environnemental négatif important, avec des dommages irréversibles dus aux terres gagnées sur la mer dans des zones humides côtières écologiquement sensibles,.
La zone où se trouve Forest City est protégée en tant que zone écologiquement sensible de rang 1, où aucun développement n'est autorisé, sauf pour le tourisme, la recherche et l'éducation s'il y a un faible impact sur la nature. La raison de cette protection est la présence de deux zones d'importance écologique internationale, la prairie d'herbes marines de Tanjung Kupang, la plus grande de son genre en Malaisie, et la réserve forestière de mangrove de la rivière Pulai, classée comme une zone humide d'importance internationale en vertu de la convention de Ramsar.
Les travaux de créations de terre-pleins sur la mer commencent en janvier 2014 sans au préalable une évaluation détaillée de l'impact sur l'environnement (DEIA) requise par la loi,. Les habitants de Tanjung Kupang (en), un village de pêcheurs traditionnel, se sont plaints  en vain des prises réduites et d'autres problèmes aux autorités locales et à l'État de Johor,,.
La Malaisie n'a pas non plus informé Singapour comme l'exigeait son accord de 2005 du Tribunal international du droit de la mer sur les travaux de créations de terre-pleins sur la mer et d'autres traités,,. Singapour a par la suite envoyé une note diplomatique en mai 2014 au gouvernement de Malaisie pour demander des éclaircissements sur des questions telles que les changements potentiels de la vitesse des courants de la mer et leur impact ultérieur sur la sécurité de la navigation, l'érosion possible qui pourrait affecter le rivage et l'infrastructure du Malaysia-Singapore Second Link, ainsi que les changements dans la qualité et la morphologie de l'eau qui pourraient affecter l'environnement côtier et marin et les fermes piscicoles locales. À la suite de cela et d'un tollé de la part des organismes de surveillance internationaux de l'environnement, le ministère de l'Environnement a envoyé une demande d'évaluation détaillée de l'impact sur l'environnement le 6 juin 2014 et a émis un ordre d'arrêt des travaux le 17 juin 2014, bien qu'il ait été signalé que les travaux se poursuivaient malgré la demande d'arrêt.
L'évaluation est publiée en janvier 2015, confirmant que la réglementation avait été contournée, et contient 81 directives, dont une réduction de la taille de 1 600 hectares à moins de 405 hectares. Il reconnait que l'écosystème des fonds marins a été divisé par deux et « sera fortement impacté par le développement prévu » malgré ces mesures,,,. Country Garden annonce par la suite qu'il réduit le projet d'un tiers et le divise en quatre îles, bien qu'il y ait des preuves ultérieures que certaines de ces mesures n'aient pas été mises en œuvre comme des photographies où les barrières de limon sont absentes et les zones tampons inférieures à 100 m (par opposition aux 300 m convenus). Des inquiétudes subsistent également concernant l'impact permanent sur les herbes marines, l'hydrologie de l'eau et la perte des zones de pêche traditionnelles, que ces mesures ne soulageront pas totalement.
D'autres préoccupations environnementales comprennent les affirmations selon lesquelles le sable des collines locales serait utilisé sur le site du projet et les craintes sur les sources d'eau locales et les rejets d'eaux usées.

### Considérations de sécurité
Des fissures ont commencé à apparaître sur la galerie d'exposition, les bâtiments de l'hôtel et les routes peu après la construction. Il y a des affirmations selon lesquelles la rapidité de la création des terre-pleins sur la mer n'a pas laissé le temps au sol de se tasser et de se stabiliser, un consultant en construction estimant que le terrain coule et continuera probablement de le faire.

### Politique malaisienne
Il y a de multiples soupçons de corruption à différents niveaux et à plusieurs étapes du projet,,.
Alors que Country Garden emploie quelques travailleurs locaux, la plupart de la main-d'œuvre de Forest City est composée d'ouvriers à bas salaire d'Asie du Sud ou de cols blancs venus de Chine.
En 2018, Mahathir Mohamad, en lice pour le poste de Premier ministre, fait campagne en critiquant les investissements chinois et la corruption, remporte le scrutin devant Najib Razak qui avait initialement approuvé le projet, et émet une « interdiction » pour les étrangers d'acheter une propriété. Cela est par la suite restructuré lors de changements au programme de visa de longue durée afin d'atténuer les objections et les contestations juridiques potentielles soulevées par le promoteur,.

### Politique internationale
Le projet s'adresse aux citoyens chinois de la classe moyenne supérieure cherchant à s'installer à l'étranger, offrant des propriétés en bord de mer relativement abordables par rapport à une ville côtière chère comme Shanghai,. Cependant, les fortes ventes initiales en Chine se sont effondrées après que le dirigeant chinois Xi Jinping a mis en œuvre des contrôles de devises qui incluent un plafond annuel de 50 000 $ sur ce que les Chinois peuvent dépenser à l'extérieur du pays,.

## Avancées
Le projet est décrit par Foreign Policy  comme un « immense gâchis ». À la fin de 2019, seulement 15 000 unités avaient été vendues, sur un objectif de 700 000, et seulement 500 personnes vivaient réellement dans la zone.
À la suite du changement de gouvernement malais en 2018 et de l'incertitude politique (en) qui a suivi, de la détérioration de l'environnement géopolitique entre la Malaisie et la Chine et de la suspension du programme de visa de long terme, certains ressortissants chinois (qui formaient la majorité des acheteurs) ont décidé de quitter la ville nouvelle et ont vendu leurs biens à fortes pertes, ajoutant encore au surplus de l'offre,.
En 2020, la pandémie de Covid-19 entraîne une augmentation de l'incertitude économique et des restrictions de voyage, affectant gravement les ventes qui chutent de plus de 90% après mars 2020. À la suite de la mise en œuvre de l'ordonnance de contrôle des mouvements (en) en Malaisie, certains résidents sont retournés dans leur pays d'origine. Les restrictions sur les voyages entre la Malaisie et Singapour ont amené des difficultés aux résidents restants, en particulier ceux qui travaillaient à Singapour ou y avaient des enfants scolarisés. Certains locataires ont également suspendu leurs activités ou ont quitté les lieux, invoquant les restrictions dues à l'ordonnance de contrôle des mouvements ou à la non-viabilité commerciale,.

## Emplacement
Forest City est située dans le village de Tanjung Kupang (en) à côté du port de Tanjung Pelepas dans la zone économique spéciale d'Iskandar Malaysia (en) au sud du Johor. La ville comprend quatre îles artificielles.
Forest City est à l'origine un marécage de mangroves peuplé de locaux qui travaillaient comme agriculteurs et pêcheurs à Tanjung Kupang.

## Accès
- Malaysia-Singapore Second Link
- Route Skudai-Brick
- Autoroute Tanjung Pelepas